# Vauclerc
Vauclerc è un comune francese di 490 abitanti situato nel dipartimento della Marna nella regione del Grand Est.

## Società

### Evoluzione demografica
Abitanti censiti